# شکلاره (استان اوپوله)
شکلاره (به لهستانی:  Szklary) یک روستا در لهستان است که در گمینا کامیننگک واقع شده‌است.